# یواس‌ای تودی
یواس‌ای تودی (به انگلیسی: USA Today)روزنامه سراسری آمریکا است که توسط شرکت گانیت منتشر می‌شود. این روزنامه در سال ۱۹۸۲ بنیان گذاشته شد. یواس‌ای تودی پس از تایمز آو ایندیا دومین روزنامه قطع بزرگ انگلیسی‌زبان کثیرالانتشار (پرپخش) در دنیا است. یواس‌ای تودی در پنجاه ایالت آمریکا، کانادا، واشینگتن. دی. سی، پورتوریکو و گوآم توزیع می‌شود. مهم‌ترین ویژگی‌های این روزنامه، خلاصه‌نویسی، ساده‌نویسی و بهره‌گیری از عکس‌های زیاد است.
یواس‌ای تودی تا سال ۲۰۲۲ شمارگان ۱۵۹۲۳۳ نسخه (به‌طور میانگین) در هر روز کاری داشته‌است، تعداد مشترکان فقط دیجیتالی ۵۰۴۰۰۰ نفر تا سال ۲۰۱۹ و خوانندگان تقریبی این روزانه ۲٫۶ میلیون است، یواس‌ای تودی بر مبنای تیراژ رتبه سوم را در فهرست روزنامه‌های ایالات متحده آمریکا به خود اختصاص داده‌است. از نظر اقناع سیاسی، نشان داده مخاطبان عموماً چپ میانه را متقاعد می‌کند. یواس‌ای تودی در تمام ۵۰ ایالت آمریکا و واشینگتن. دی. سی، و پورتوریکو، و نسخه بین‌المللی آن در آسیا، کانادا، اروپا و جزایر اقیانوس آرام توزیع می‌شود.

## آمار
پیش از این الکسا اعلام کرده بود، وب سایت یواس‌ای تودی دات کام چهاردهمین وب سایت پرطرفدار ایالات متحده است.

لوگو اصلی، از ۱۹۸۲ تا ۲۰۱۲ استفاده شد